# El Tránsito (Chile)
El Tránsito, es un poblado chileno ubicado en la Provincia del Huasco, Región de Atacama. Este es el principal poblado en el Valle de El Tránsito que alberga al Río El Tránsito, que antiguamente se conocía como Valle de los Naturales.

## Historia
Los primeros antecedentes históricos de este poblado datan del año 1709, cuando el Obispo don Luis Francisco Romero, visitó el Valle del Huasco, ordenando al cura de Santa Rosa  (hoy Freirina), don Alonso de Burgos y Carmona visitar las capillas, entre las que se encontraba la de El Tránsito.
Con la visita del Obispo, Monseñor Manuel Alday al Valle del Huasco, en 1757, pidió al Gobernador que pusiera a los indígenas en pueblos en vez de vivir en las encomiendas.
Al año siguiente, en 1758 aparece en los libros la Capilla de El Tránsito.
En el año 1766, tras la segunda visita del Obispo Alday, se formó el pueblo de El Tránsito. 
Entre los apellidos indígenas figuraban la familia Campillay siendo Caciques la familia Paco-Licuimi.
En el año 1784 se crea la viceparroquia de El Tránsito y la viceparroquia del río de los Españoles, ambas dependientes de la Parroquia de Paitanasa (Vallenar).
El 30 de marzo de 1797 un gran terremoto sacude la zona y obliga a muchas familias de Paitanas (Vallenar) a retirarse a Santa Rosa del Huasco (Freirina) y a Huasco Alto.
De acuerdo a algunos historiadores este migración motivó el asentamiento de españoles en el actual Valle del Carmen, mientras que en el actual Valle de El Tránsito se asentarían principalmente indígenas. De esta manera el Valle del Carmen se le llamó Valle de los Españoles, mientras que al Valle de El Tránsito se le llamó Valle de los Naturales.
Hasta el año 1800 el Subdelegado Antonio Escudedro y Román decide establecer en seis distritos el Departamento de Huasco que hasta ese momento eran cinco. Esto lo realiza dividiendo al distrito de Huasco Alto en Distrito de El Carmen y Distrito de El Tránsito.
En octubre de 1811, se descubre el mineral de plata de Agua Amarga, lo que provoca un auge económico en la zona.
El 3 de marzo de 1818 se proclama la Independencia en Vallenar, de la cual dependía administrativamente la Subdelegación de El Tránsito.
Gran parte del Batallón N°1 Coquimbo, es conformado por hombres del Valle del Huasco.
El año 1822 otro terremoto sacude la zona
En 1830 se construye el actual templo “Virgen del Tránsito”.
En 1833 otro terremoto sacude el Valle, dejando daños de consideración en la zona.
En 1844, se crea oficialmente la Provincia de Atacama (actual Región de Atacama) y el Partido del Huasco deja de formar parte de la entonces Provincia de Coquimbo.
En 1870 llega a y trabajar a Huasco Alto el sacerdote Italiano padre Paulino Romani por espacio de once años, hasta su muerte en 1881 en El Tránsito. En este período se construyó una capilla en La Pampa y los oratorios de  Pinte y El Olivo, donde residía. Gracias a esto, la gente de estas localidades pudo acceder a oficios religiosos con más frecuencia, pues debido a las distancias solo acudían una vez al año con ocasión de la Fiesta religiosa Virgen del Tránsito cada 15 de agosto.
El año 1872 el Obispo José Manuel Orrego visita la localidad de El Tránsito.
En 1876, el Cabildo de Vallenar, nombra tres comisiones de instrucción primaria, una para cada Subdelegación, incluyendo la de El Tránsito.
En 1879 con el inicio de la Guerra del Pacífico se conforma el Batallón Atacama N°1, reclutando hombres del Valle del Huasco, quienes murieron en las batalles de Dolores y Miraflores, y hubo que organizar un segundo Batallón Atacama.
Según un decreto de fecha 20 de octubre de 1885 el territorio de El Tránsito comprendía las Subdelegaciones 7°El Tránsito, 8° La Pampa y 10° La Jarilla del Departamento de Vallenar.
Desde 1895 hasta 1906, había un Vice- Párroco, que desde Alto del Carmen, atendía a la gente en las cuatro capillas (La Pampa, Tránsito, Carmen, y San Félix) y el oratorio de Pinte.
Para 1899 esta localidad era una aldea.

Tránsito.-—Aldea del departamento del Vallenar situada por los 28º 45' Lat. y 70° 08' Lon. sobre la derecha ú orilla norte del riachuelo de los Naturales, al que da asimismo su nombre, y al E. de la ciudad de Vallenar de la cual dista de 80 á 84 kilómetros. Sus contornos son de áspera serranía árida, excepto los que miran á la parte del río por donde se abre un valle ameno y feráz, aunque estrecho. Contiene 975 habitantes, iglesia, oficina de registro civil, escuela gratuita, correo, &c., y en ella se hacia tránsito, siguiendo río arriba, por el camino que interna en la República Argentina al través de los Andes, y que sirve al puerto seco del nombre de esta aldea ó de los Naturales. Á unos seis kilómetros al oriente se halla el paraje llamado El Portillo.
 Francisco Astaburuaga, 1899

El 19 de maro de 1904 un temblor sacude al valle, generando nuevos perjuicios.
En 1908, la Viceparroquia de Alto del Carmen, pasa a ser Parroquia y la Viceparroquia de El Tránsito pasa a ser una Capilla dependiente de Alto del Carmen.
En noviembre de 1922 un terremoto asota la región, afectando al templo Virgen del Tránsito provocando la caída de su torre, la cual debió ser reconstruida. Luego el año 1939 un incendio afceta al templo destruyendo parte del Santuario e Imagen de la Virgen, por lo que debió ser restaurado.
En 1979 se crea la Municipalidad de Alto del Carmen, con capital en el poblado del mismo nombre, del cual pasan a depender directamente los poblados de El Tránsito y San Félix.

## Turismo
Destaca por su tranquilidad, su hermosa plaza y jardines que han respetado su diseño rural original y sistema de riego a través de acequias. Esta plaza enfrenta el templo de Nuestra Señora del Tránsito (1830), su calle principal aún conserva el diseño original del antiguo poblado colonial que conectaba a este asentamiento a través de un camino tropero con la Quebrada de La Plaza. Hoy es posible recorrer a pie sus pequeñas calles y callejones rurales. Destaca entre las construcciones la antigua Aduana frente al Retén de Carabineros, que sirvió para estos propósitos en el periodo que se trasladaban las tropas de mula y ganado vacuno desde Argentina hasta el puerto de Huasco para ser embarcadas a las salitreras. 
Desde El Tránsito se pueden organizar visitas a la Quebrada de La Totora y Paytepen, con autorización de la comunidad de Los Huascoaltinos. De igual forma, se puede visitar las formaciones geológicas de la Quebrada de Pinte, llamada también El Arcoiris de Atacama por su singular belleza, que dista solo a 7 km al oriente; se accede al camino de tierra que permite hasta llegar a su antigua capilla, plaza y museo de sitio.
Otro punto interesante es El Portillo, lugar donde se angosta el Valle del Tránsito y que antiguamente se cruzaba a caballo por sobre el cerro que fue abierto para dar paso al actual camino. El antiguo cementerio está ubicado en la banda sur del Río El Tránsito.
Cada 15 de agosto en el marco de la Asunción de la Virgen, se venera a la Virgen del Tránsito o La Trasitita como le llaman sus fieles. y constituye una de las principales fiestas religiosas del Valle del Huasco, especialmente por su procesión y bailes religiosos, entre ellos los llamados bailes chinos de origen indígena y minero donde destaca el grupo de Conay, el más apegado a estas antiguas tradiciones.
Junto a la fiesta religiosa se desarrolla también actividades de carreras a caballo y rodeo en la Medialuna, una feria que incluye artesanías de lana y algodón, productos locales, empanadas y los tradicionales helados de nieve.
También se celebra durante la segunda semana de febrero la 'Fiesta Huasa', que reúne a los campesinos de la comuna y el valle, se realizan actividades folclóricas y juegos criollos.

## Accesibilidad y Transporte
El Poblado de El Tránsito se ubica a 30 km al interior del poblado de Alto del Carmen, capital de la comuna y a 75 km al este de la ciudad de Vallenar.
Existe transporte público diario a través de buses de rurales desde el terminar rural del Centro de Servicios de la Comuna de Alto del Carmen, ubicado en calle Marañón 1289, Vallenar. No existen puntos de venta de combustible en la comuna de Alto del Carmen.
A pesar de la distancia, es necesario considerar un tiempo mayor de viaje, debido a que la velocidad de viaje esta limitada por el diseño del camino.
El camino es transitable durante todo el año; sin embargo es necesario tomar precauciones en caso de eventuales lluvias en invierno.

## Alojamiento y alimentación
En la comuna de Alto del Carmen existen pocos servicios de alojamiento formales en Alto del Carmen y en Chanchoquín Grande. Próximo a El Tránsito existen algunos servicios de alojamiento rural en casas de familia y algunos servicios de alimentación.
En las proximidades a El Tránsito no hay servicios de camping, sin embargo, se puede encontrar algunos puntos rurales con facilidades para los campistas en Chanchoquin Grande y en Quebrada de Pinte. Los servicios de alimentación son escasos, existiendo en Alto del Carmen, Chanchoquín Grande y en El Tránsito algunos restaurantes.

## Salud, Conectividad y Seguridad
El poblado de El Tránsito cuenta con servicio de electricidad, iluminación pública y red de agua potable. Existe una estación meteorológica de la Dirección General de Aguas, una ubicada en el Río El Tránsito con datos desde el año 1993, que permite establecer una precipitación media anual de 48,3 mm para el sector.
En el poblado se encuentra localizado un Retén de Carabineros de Chile y una Posta de Salud Rural dependiente del Municipio de Alto del Carmen. Al igual que muchos poblados de la comuna, El Tránsito cuenta con servicio de teléfonos públicos rurales, existe además señal para teléfonos celulares y una red de radio VHF en toda la comuna en caso de emergencias. En el poblado de El Tránsito no hay servicio de cajeros automáticos; el más cercano se encuentra en el poblado de Alto del Carmen. Sin embargo, algunos almacenes de El Tránsito cuentan con servicio de Caja Vecina.

## Educación
En este poblado se encuentra la Escuela El Tránsito G-51 “Arturo Alvear Ramos”. Esta escuela atiende a 117 alumnos, además a 11 adultos en nivelación enseñanza básica y 43 en nivelación enseñanza media. Cuenta con diez aulas, una biblioteca, multicancha, comedor y cocina.